# Lonny Baxter
Lonny Leroy Baxter (Silver Spring, Maryland, 27 de gener de 1979) és un exjugador de bàsquet nord-americà. Amb 2.03 metres d'altura, jugava a la posició d'aler pivot.

## Carrera esportiva
Va jugar durant quatre temporades amb els Terrapins de la Universitat de Maryland, guanyant la NCAA l'any 2002, després de derrotar a la Universitat d'Indiana en la final per 64 a 52.
Va ser triat en la posició 43a del Draft de l'NBA del 2002 pels Chicago Bulls, on no va comptar amb la confiança del seu entrenador, Bill Cartwright. Poc després de començar la temporada 2003-04 va ser traspassat als Toronto Raptors. No va tenir continuïtat i aquella mateixa temporada jugaria als Washington Wizards abans de terminar-la als Yakima Sun Kings de la CBA.
Al següent any es va incloure en el projecte d'expansió després de la llegada a la lliga de nous equips, sent elegit pels Charlotte Bobcats, però no va arribar a debutar a l'equip, convertint-se en agent lliure, signant finalment amb Atlanta Hawks, que es va desfer d'ell abans del començament de la temporada, i finalment amb New Orleans Hornets, on després de disputar tan sols 4 partits va ser novament tallat.
El mes de gener de 2005 va acceptar l'oferiment de Zeljko Obradovic, llavors entrenador del Panathinaikos de la lliga grega. El seu primer any a Europa no va ser precisament brillant, acabant amb unes pobres estadístiques de 4,3 punts i 2,1 rebots per partit, però va servir per engreixar el seu currículum, aconseguint guanyar en la mateixa temporada la lliga i la copa de Grècia.
Va tornar al seu país per fitxar per una temporada per Houston Rockets, sent traspassat a Charlotte Bobcats poc després. Va tornar a Europa, fitxant per Montepaschi Siena de la lliga italiana, on les seves estadístiques van pujar fins als 7,6 punts i 4,2 rebots per partit, ajudant l'equip a conquerir el Scudetto. L'any següent, la temporada 2007-08, fitxa pel DKV Joventut de la lliga ACB, però després nou partits en els quals apenas es van fer una mitjana de 2,1 punts, va ser novament tallat.
Fitxa pel Panionios de la lliga grega on per fi torna a les estadístiques de la universitat en la seva segona temporada. El 2009 fitxa pel Beşiktaş de la liga turca. També va jugar a la lliga russa i a la veneçolana, fins que es va retirar el 2013.

## Personal
El 16 d'agost de 2006 va ser arrestat a Washington, DC a poca distància de la Casa Blanca, després d'haver disparat una pistola Glock del calibre 40 a l'aire. El 23 d'agost de 2006 va ser condemnat a 60 dies de presó després de ser declarat culpable de posseir una arma de foc i munició no registrades. Més tard va ser acusat d'enviar quatre armes a través de FedEx el juliol de 2006 sense avisar que l'enviament contenia armes de foc, quelcom obligatori. Baxter va ser declarar novament culpable d'aquest crim en el mes de juliol de 2007, un cop ja integrat a la discilplina del Joventut a Badalona, sent sentenciat a 60 dies de presó, dos anys de llibertat supervisada i una multa de 2.000 dólars.